# Sünde wider den Heiligen Geist
Die Sünde wider den Heiligen Geist (altgriechisch τοῦ Πνεύματος βλασφημία tou Pneumatos blasphēmia und lateinisch blasphemia Spiritus: „Lästerung des Geistes“) ist nach christlichem Verständnis eine Sünde, bei der ein offenkundiges Wirken des Heiligen Geistes dem Bösen bzw. dem Teufel zugerechnet wird. Die spätere Tradition hat den Begriff der Sünde, die in der Lästerung des Heiligen Geistes besteht, zum Begriff der „Sünde wider den Heiligen Geist“ zusammengezogen und in diesem Zusammenhang diskutiert, ob und gegebenenfalls welche Sünden nicht vergeben werden können. Begriff und Sache werden in der römisch-katholischen und in der protestantischen Lehre unterschiedlich weit gefasst und interpretiert.

## Biblischer Kontext
Der Begriff geht auf das Neue Testament zurück, dessen synoptische Evangelien im Anschluss an Dämonenaustreibungen durch Jesus berichten, dass einige Pharisäer bzw. Schriftgelehrte Jesus vorwerfen, er treibe die bösen Geister durch Beelzebub, den Obersten der Dämonen, aus (Matthäus 12,24 , parallel in Markus 3,22  und Lukas 11,15 ).
Darauf antwortet Jesus „in Gleichnissen“, dass Satans Herrschaft erst durch einen Stärkeren besiegt sein muss (Mk 23–27; Mt 12,29; Lk 11,21–22), bevor Dämonen ausgetrieben werden können. Dies bewirke er, Jesus, durch den „Geist Gottes“ (Mt 12,28) bzw. durch den „Finger Gottes“ (Lk 11,20), wodurch das Reich Gottes zu den Menschen komme.
Bei Markus und Matthäus kündigt Jesus unmittelbar anschließend an, dass alle Sünden vergeben werden können, einschließlich aller denkbaren Lästerungen, nur nicht die Lästerung des Heiligen Geistes (Mk 3,29; Mt 12,31–32).
Jede Sünde und Lästerung wird den Menschen vergeben werden; aber die Lästerung des Geistes wird nicht vergeben werden. Und wenn jemand ein Wort reden wird gegen den Sohn des Menschen, dem wird vergeben werden; wenn aber jemand gegen den Heiligen Geist reden wird, dem wird nicht vergeben werden, weder in diesem Zeitalter noch in dem zukünftigen. (Matthäus 12,31–32 )
Dieses Logion findet sich – wenn auch in anderem Darstellungszusammenhang – ebenfalls bei Lukas (Lk 12,9–10).

## Römisch-katholisches Verständnis
Die Kirchenväter und in deren Gefolge die scholastische Dogmatik haben den Begriff weiter entfaltet und rechnen im Einzelnen dazu:
- Vermessene Hoffnung auf Heil (praesumptio)
- Verzweiflung am Heil (desperatio)
- Widerstreben gegen die erkannte Wahrheit (impugnatio veritatis agnitae)
- Neid auf die Gnadengabe eines anderen (invidentia fraternae gratiae)
- Verstockung in den Sünden (obstinatio)
- Unbußfertigkeit bis zum Tod (impoenitentia)

Diese Sünden dürfen nicht mit den sieben Hauptsünden verwechselt werden.
Der heute gültige Katechismus der Katholischen Kirche (1992) nennt keine Einzelsünden, sondern formuliert allgemein:

„Wer sich absichtlich weigert, durch Reue das Erbarmen Gottes anzunehmen, weist die Vergebung seiner Sünden und das vom Heiligen Geist angebotene Heil zurück. Eine solche Verhärtung kann zur Unbußfertigkeit bis zum Tod und zum ewigen Verderben führen.“

## Protestantisches Verständnis
Gegen die altkirchliche Interpretation der „vermessenen Heilsgewissheit“ als Sünde gegen den Geist hat die reformatorische Erlösungslehre allein den Glauben (sola fide) als Voraussetzung für das Heil ins Feld geführt. Protestantische Ausleger betonen daher die Macht der alles vergebenden Gnade, wie sie auch Jesus im Zusammenhang der Lästerung gegen den Heiligen Geist zum Ausdruck bringt (Mk 3,28 ). Die Vergebung setzt jedoch voraus, dass sie seitens der Menschen gesucht oder zumindest nicht bewusst verworfen wird. „Gnade, die uns angeworfen wird, wie der Putz an die Wand, wäre keine Gnade“ (Pohl).
In diesem Sinne lästert den Heiligen Geist nur, wer das offensichtliche Wirken Gottes dem Teufel zuschreibt. Es geht nicht um Glaubenszweifel oder Murren gegen einen abwesenden oder angeblich ungerechten Gott.
In der protestantischen Diskussion ist der Begriff insbesondere im Zusammenhang mit dem Abfall von der evangelischen Lehre in Zusammenhang gebracht worden, etwa in der Interpretation des Schicksals des italienischen Renegaten Francesco Spiera.
Der reformierte Schweizer Theologe Karl Barth schrieb angesichts der Judenverfolgung durch die Nationalsozialisten im Dezember 1938: „Antisemitismus ist Sünde gegen den Heiligen Geist.“